# أوبرندورف أم نيكار
أوبرندورف أم نكار (بالألمانية: Oberndorf am Neckar) هي بلدة ألمانية ومدينة تقع في ألمانيا في روتفايل. يقدر عدد سكانها بـ 14,615 نسمة .

## المدن التوأمة
مدينة فالكن‌اشتاين زاكسن هي مدينة توأمة لـاوبرندورف آم نكا.

## أعلام
- بيتر بول ماوزر
- هاينر غايسلر
- فيلهلم ماوزر
- سيغفريد شيرير
- كريستوف سبرينغر